# Frankrikes flyg- och rymdvapen
Frankrikes flyg- och rymdvapen (franska: Armée de l'Air et de l’Espace Française, från 1909 till 1934 som en del av armén, bildat som en självständig försvarsgren  den 2 juli 1934 och med nuvarande namn sedan den 24 juli 2020, är en del av Frankrikes försvarsmakt och är organiserat både för territoriellt försvar och för internationella uppdrag. 
Flyg- och rymdvapnet kontrollerar en delmängd av Frankrikes kärnvapen.

## Flygbaser

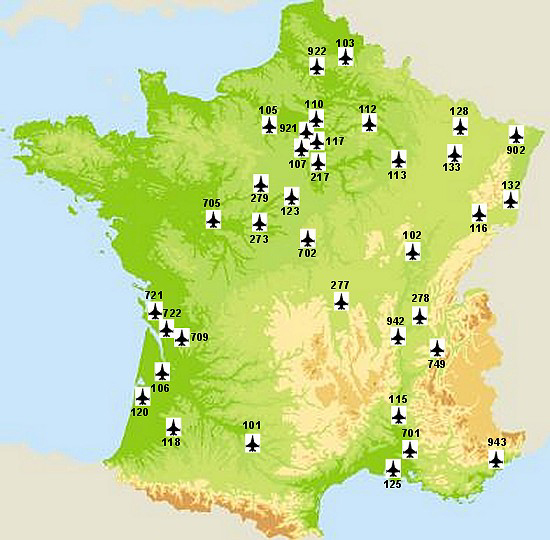
Karta över flygvapnets baser i Egentliga Frankrike.

## Utrustning
| Luftfarkost                | Ursprung                | Typ            | Version | Aktiva |
| -------------------------- | ----------------------- | -------------- | ------- | ------ |
| Dassault Rafale            | Frankrike               | Multi-Role     | C       | 46     |
| Dassault Rafale            | Frankrike               | Multi-Role     | D       | 49     |
| Mirage 2000                | Frankrike               | Jaktplan       | 5F      | 22     |
| Mirage 2000                | Frankrike               | Jaktplan       | C       | 12     |
| Mirage 2000                | Frankrike               | Jaktplan       | B       | 6      |
| Mirage 2000N/D             | Frankrike               | Attackflygplan | D       | 61     |
| Mirage 2000N/D             | Frankrike               | Attackflygplan | N       | 23     |
| Boeing E-3 Sentry          | USA                     | AEW&C          | F       | 4      |
| Transall C-160             | Frankrike               | Transport      | R       | 31     |
| Boeing KC-135 Stratotanker | USA                     | Lufttankning   | FR      | 14     |
| Airbus A400M               | Europeiska unionen      | Transport      |         | 6      |
| Alpha Jet                  | Frankrike/ Västtyskland | Skolflygplan   | E       | 67     |